# 배트맨: 아캄 나이트
《배트맨: 아캄 나이트》(영어: Batman: Arkham Knight)는 록스테디 스튜디오가 개발하고 워너 브라더스 인터랙티브 엔터테인먼트가 배급한 2015년 액션 어드벤처 게임이다. DC 코믹스의 슈퍼히어로 배트맨을 기반으로 한 이 게임은 2013년 비디오 게임 배트맨: 아캄 오리진의 후속작이자 배트맨: 아캄 시티 (2011)의 직접적인 속편이며, 배트맨: 아캄 시리즈의 네 번째 주요 작품이다. 세프턴 힐, 이안 볼, 마틴 랭커스터가 집필한 아캄 나이트는 오랜 기간 연재된 만화 신화에서 영감을 받았다. 아캄 시티 사건으로부터 9개월 후를 배경으로 한 이 게임의 주요 스토리는 스케어크로우가 고담시를 공격하여 도시 전역에 대피령을 내리자 배트맨이 그와 맞서는 내용을 담고 있다. 스케어크로우는 수수께끼의 아캄 나이트의 도움을 받아 복수심에 불타는 아캄 나이트를 포함한 고담의 모든 범죄자들을 규합하여 배트맨을 완전히 파괴하려는 음모를 꾸민다.
이 게임은 3인칭 시점으로 진행되며, 배트맨의 근접 전투, 은신 능력, 탐정 기술 및 장치에 주로 초점을 맞춘다. 배트맨은 오픈 월드 고담 시티를 자유롭게 돌아다니며 캐릭터와 상호작용하고 임무를 수행하며, 메인 스토리를 진행하거나 새로운 장비를 얻음으로써 새로운 지역을 잠금 해제할 수 있다. 플레이어는 추가 콘텐츠와 수집품을 잠금 해제하기 위해 메인 스토리에서 벗어나 사이드 미션을 완료할 수 있다. 전투는 여러 적을 상대로 공격을 연쇄적으로 연결하고 피해를 피하는 데 중점을 두며, 은신은 배트맨이 장치와 환경을 사용하여 조용히 적을 제거하면서 지역 주변에 몸을 숨길 수 있도록 한다. 아캄 나이트는 운송, 퍼즐 해결 및 전투에 사용되는 배트모빌을 플레이 가능한 차량으로 도입한다.
아캄 나이트의 개발은 아캄 시티 완성과 함께 2011년에 시작되어 4년 동안 진행되었다. 록스테디는 아캄 어사일럼과 아캄 시티에서 작업했던 폴 디니를 대체하여 만화 작가 제프 존스와 협력하여 자체 작가를 통해 메인 스토리를 집필하기로 결정했다. 배트모빌의 도입은 팀의 디자인 방법론에 변화를 요구했는데, 이전 게임의 도시 디자인은 차량의 원활한 이동을 허용하기에는 너무 좁고 제한적이었기 때문이다.
아캄 나이트는 2015년 6월 23일 플레이스테이션 4, 윈도우, 엑스박스 원으로 전 세계에 출시되었다. 닌텐도 스위치 버전은 2023년 12월에 출시되었다. 플레이스테이션 및 엑스박스 콘솔 버전의 게임은 대체적으로 호의적인 평가를 받았으며, 프랜차이즈의 만족스러운 결말이라고 여겨졌다. 윈도우 및 닌텐도 스위치 버전은 일부 사용자에게 게임 플레이를 불가능하게 만드는 기술 및 성능 문제로 비판을 받았으며, 워너 브라더스는 문제 해결을 위해 윈도우 버전의 판매를 일시적으로 중단했다. 출시 당시 이 게임은 2015년 가장 빠르게 팔린 게임이자 아캄 시리즈에서 가장 빠르게 팔린 게임이었으며, 2015년 10월까지 전 세계적으로 500만 장 이상 판매되었다. 또한 영국에서 2015년 베스트셀러 6위를 차지했다.
이 게임은 또한 최고의 영국 게임, 최고의 게임, 최고의 액션 어드벤처 게임을 포함한 여러 상을 수상했다. 또한 2015년과 2010년대 최고의 비디오 게임 목록에도 여러 번 포함되었다. 스토리 기반 미션, 챌린지 맵, 배트맨과 그의 동료들을 위한 스킨, 다양한 역사적 배트모빌 디자인, 경주 트랙을 포함한 다양한 출시 후 콘텐츠가 출시되었다. 시리즈의 속편인 수어사이드 스쿼드: 킬 더 저스티스 리그는 2024년 2월 2일에 출시되었다.

## 게임 플레이
배트맨: 아캄 나이트는 오픈 월드 고담 시티를 배경으로 한 액션 어드벤처 게임으로, 플레이어는 게임 시작부터 자유롭게 탐험할 수 있으며, 경계 내 어디든 원활하게 이동할 수 있다. 그래플 건, 라인 런처, 배터랭, 카운터 시스템, 탐정 모드, 원격 해킹 장치 등 이전 아캄 게임의 많은 장치와 게임 플레이 요소가 다시 등장한다. 디스럽터는 이전 게임에서 업그레이드되어 적의 무기와 드론 포탑을 비활성화하거나 폭파하고, 무기 상자를 부비트랩하여 무장하려는 적에게 전기 충격을 가하고, 배트맨이 추적할 차량에 태그를 지정하는 데 사용할 수 있는 소총이 된다. 원격 조종 배터랭도 업그레이드되어 주변 지역에 대한 추가 정보를 얻기 위해 던질 수 있는 스캐너를 포함한다. 새로운 장치에는 할리 퀸이나 아캄 나이트와 같은 다른 캐릭터의 목소리를 모방하여 불량배들을 함정으로 유인하는 데 사용할 수 있는 음성 합성기가 포함된다.
플레이어는 망토를 사용하여 도시 전체를 배트맨으로 비행할 수 있으며, 활공은 이제 더 빠르고 오래 지속되는 비행, 더 가파른 하강, 더 높은 상승을 가능하게 한다. 배트맨은 활공 중에도 배터랭이나 라인 런처와 같은 일부 장치를 사용할 수 있다. 그래플 건은 이제 활공 중에 즉시 방향을 전환하는 데 사용할 수 있으며, 공중에서 두 번 발사하여 그래플링 동작을 연결할 수도 있다.
이 게임의 "프리플로우" 전투 시스템은 타격, 카운터, 회피를 포함한 기본 공격을 허용하며, 이를 조합하여 배트맨이 적들 사이를 이동하면서 계속 공격하고 자신은 공격을 피할 수 있도록 한다. 기본 적에는 방패와 충격봉으로 무장한 적이 포함되며, 다른 적은 총으로 무장하여 배트맨에게 상당한 피해를 입힌다. 이 적들은 이전 게임에서 더 큰 적들만 사용했던 돌격 및 태클 공격을 수행할 수 있으며; 정밀한 타이밍의 회피와 배터랭은 일부 돌격하는 적들을 즉시 물리칠 수 있다. 이 시스템은 쓰러진 적에 대한 공격을 콤보 연속을 방해하지 않고 조합할 수 있는 기능을 추가한다. 배트맨은 적의 공격을 반격하고 다른 적에게 던져 피해를 증가시킬 수 있다. 배트맨은 또한 야구 방망이와 같은 물건을 휘두르는 적의 무장을 해제하고, 획득한 무기를 여러 적에게 사용하여 부러지기 전에 사용할 수 있다. 아캄 나이트는 "듀얼 플레이"를 도입하는데, 플레이어는 게임의 특정 이벤트 동안 배트맨의 통제권을 그의 동료들인 로빈, 나이트윙, 또는 캣우먼으로 원활하게 전환할 수 있으며, 플레이어가 중단 없는 전투 연속을 축적하면 프리플로우 전투에 진입한다. 각 성공적인, 중단 없는 공격은 플레이어의 전투 점수에 추가되며, 이는 각 조종 캐릭터 간에 이월되며, 더 높은 점수에서 상대방에 대한 더블 팀 테이크다운을 잠금 해제한다.
아캄 나이트는 적 의료병을 도입하는데, 이들은 전기장으로 적을 보호하고 의식을 잃은 적을 소생시킬 수 있으며, 검을 휘두르는 적과 피해에 저항하고 공격하기 전에 기절시켜야 하는 흉폭한 적을 포함한다. 개틀링 건, 테이저, 칼을 휘두르는 흉폭한 적은 추가적인 단계를 거쳐야 물리칠 수 있다. 적들은 배트맨의 다양한 기술에 대응하는 전술을 사용할 수 있는데, 여기에는 지뢰 배치, 공중 드론 제어, 배트맨이 사용하는 통풍구 비활성화, 배트맨이 탐정 모드를 너무 오래 사용하면 그의 위치를 감지하는 것이 포함된다.
도시 곳곳에서 배트맨은 적의 감시탑, 경비 초소, 공중 드론, 그리고 도시 도로에 박혀 있는 폭발성 지뢰를 만난다. 일부 드론은 원격 해킹 장치를 사용하여 해킹하여 아군에 대항하게 할 수 있다. 아캄 나이트는 "공포 테이크다운"을 도입하는데, 배트맨이 감지되지 않는 한 최대 5명의 적을 동시에 제압할 수 있다. 각 테이크다운 후에 시간이 느려져 플레이어가 다음 적을 목표로 삼을 수 있다. 발전기와 같은 위험한 품목은 환경 공격을 위해 전투에서 사용될 수 있다. 전투는 경험치(게임 내에서 "웨인테크 포인트"라고 불림)로 보상받으며, 이는 장치 능력, 전투 동작, 체력 업그레이드를 잠금 해제하는 데 사용된다. 배트맨은 이제 멀리서도 격자에 접근할 수 있어, 사정권 내에 있을 경우 앞으로 굴러 즉시 격자 아래로 들어갈 수 있으며, 또한 그 안에서 여러 테이크다운을 시작할 수 있다. 일부 적들은 배트맨의 탐정 모드를 차단할 수 있는 장치를 휴대한다.
아캄 나이트는 "가장 수배된" 임무라고 불리는 사이드 미션을 제공하며, 이 임무는 언제든지 시도할 수 있고 배트맨 세계관의 저명한 캐릭터들을 특징으로 한다. 그 중 한 캐릭터인 리들러는 해결할 243개의 선택적 "리들러 챌린지"를 제공한다. 이 챌린지는 장치나 배트맨의 차량인 배트모빌을 사용하여 도시 곳곳에 숨겨진 트로피를 수집하고, 함정과 장벽을 비활성화하며, 시간 제한 경주를 완료하는 것으로 구성된다. 플레이어는 퍼즐을 완료하는 데 필요한 장비가 처음에 없을 경우 게임 내 지도에 리들러 트로피를 표시할 수 있으며, 리들러의 부하들을 심문하여 추가 수집품 위치를 알 수 있다.
배트맨은 살인과 같은 범죄를 조사할 수 있으며, 그의 탐정 모드를 사용하여 범죄를 재구성하여 단서를 찾고 범인을 식별하거나, 그의 조직 스캐너를 사용하여 피해자의 피부, 근육, 뼈를 조사하여 단서를 찾을 수 있다. 스토리 모드를 완료하면 새로운 게임 플러스 모드가 잠금 해제되어, 플레이어가 획득한 모든 장치, 경험치, 능력 및 리들러 수집품을 가지고 게임을 다시 플레이할 수 있다. 일부 작업의 완료는 고담시 경찰국에 반영되며, 불량배와 슈퍼 빌런이 수감되고, 임무 및 이전 게임의 범죄 기념품이 증거물 보관실에 수집된다.

### 배트모빌
이 게임은 배트모빌을 운전 가능한 차량으로 도입한다. 방탄 배트모빌은 플레이어가 도보로 이동 중일 때 플레이어의 위치로 소환되거나, 플레이어가 공중에 있을 경우 배트맨이 착륙할 때 그를 만나러 소환될 수 있다. 이 차량은 점프, 속도 부스트, 제자리 회전, 바리케이드 및 나무와 같은 물체를 부수고, 적 차량을 무력화할 수 있는 미사일을 발사하는 기능을 갖추고 있다. 배트맨은 배트모빌에서 탈출하여 즉시 고담 시티 주변을 활공할 수 있다.
대부분의 적들은 차량을 보면 도망치며, 배트맨이 그들과 싸울 필요를 없애고, 차량을 공격하는 적들은 자동화된 테이저 방어로 제압될 수 있다. 배트맨과 마찬가지로 배트모빌도 새로운 능력으로 업그레이드될 수 있다. 리들러 챌린지에는 또한 고담 시티 아래 터널에서 시간 제한 경주와 같은 배트모빌을 요구하는 목표가 포함되며, 각 랩 동안 환경 장애물이 변경되고, 배트모빌의 스캐너를 사용하여 드러내야 하는 보이지 않는 물음표가 있다.
배트모빌에는 두 가지 모드가 있으며 언제든지 전환할 수 있다: 추격 모드와 전투 모드. 추격 모드는 지역 간 이동 및 특정 운전 챌린지 완료용이다. 전투 모드에서는 배트모빌이 탱크로 변신하여 전방위 360도 움직임을 허용하며, 모든 방향으로 측면 이동이 가능하고, 빠른 피해를 위한 벌컨 회전포, 화력 지원을 위한 60mm 고속포, 여러 목표에 대한 광범위한 피해를 위한 대전차 미사일, 비살상 폭동 진압기 등 여러 무기 시스템이 드러난다.
차량의 추가 업그레이드에는 대전차 미사일 수를 10개까지 늘리는 것, 적 드론을 일시적으로 기절시키는 데 사용되는 전기 펄스를 방출하는 EMP 장치, 적 차량의 무기 시스템을 무시하고 서로 공격하게 하는 "드론 바이러스"가 포함된다. 배트모빌은 또한 원격으로 제어할 수 있고, 실내 장소에서 운전할 수 있으며, 게임의 퍼즐을 해결하는 데 사용될 수 있는데, 예를 들어 연결된 윈치를 사용하여 접근 불가능한 엘리베이터를 내리거나 리들러 트로피를 얻는 것과 같다. 배트윙은 배트모빌과 함께 업그레이드를 전달하는 데 사용된다.

## 줄거리

### 등장인물
아캄 나이트는 배트맨 코믹스의 역사에 등장하는 많은 캐릭터를 포함하고 있다. 주인공은 배트맨(케빈 콘로이)으로, 인간 육체적, 정신적 완벽의 정점까지 훈련받은 슈퍼히어로이자 무술 전문가이다. 그의 동료들인 로빈(매슈 머서), 나이트윙(스콧 포터), 캣우먼(그레이 딜라일), 해커 오라클로 배트맨을 은밀히 돕는 바바라 고든 (애슐리 그린)—과 그녀의 아버지인 경찰국장 제임스 고든 (조너선 뱅크스)이 그를 지원한다. 배트맨의 충실한 집사 알프레드 페니워스 (마틴 자비스)와 웨인 엔터프라이즈 동료 루시우스 폭스 (데이브 펜노이)는 배트맨에게 전술적 지원을 제공하고, 신성한 전사 아즈라엘(카리 페이턴)은 고담의 수호자로 배트맨을 대체하는 것을 목표로 한다.
도시 전체에서 배트맨은 여러 슈퍼빌런과 마주하게 된다. 그는 스케어크로우(존 노블)가 고담시를 위협하려는 음모를 극복하고, 펭귄의 무기 거래 작전을 해체하며, 투페이스(트로이 베이커)의 은행 강도를 막고, 리들러(월리 윙거트)의 도전을 정복하고, 식물 조종자 포이즌 아이비(타시아 발렌자)를 붙잡고, 조커(마크 해밀)의 죽음에 대한 복수를 원하는 할리 퀸(타라 스트롱)을 제압해야 한다. 조커는 게임에서 환각으로 나타나는 배트맨의 정신병적인 숙적이다.
이 게임은 록스테디, DC 코믹스 CCO이자 만화 작가인 제프 존스, 그리고 DC 공동 발행인이자 만화가인 짐 리가 새로 만든 악당인 아캄 나이트(베이커가 목소리를 맡음)를 소개한다. 아캄 나이트는 배트맨의 군사화된 버전으로, 아캄 어사일럼 시설의 "A" 로고를 가슴에 문양으로 달고 있다. 다른 악당으로는 방화광 파이어플라이(크리스핀 프리먼), 짐승 같은 맨-배트(로렌 레스터 ), 베테랑 암살자 데스스트로크(마크 롤스턴 ), 연쇄 살인범 프로페서 피그(드와이트 슐츠 ), 종교 광신자 디콘 블랙파이어(마크 워든 ), 그리고 브루스 웨인으로서 배트맨의 또 다른 자아를 가장하는 허쉬(콘로이가 목소리를 맡음)가 있다.
아캄 나이트는 또한 배트맨 코믹스와 이전 아캄 게임의 역사에서 가져온 다양한 캐릭터들의 등장과 목소리 카메오를 특징으로 하는데, 여기에는 제약 사업가 사이먼 스태그(필립 프록터), 기자 비키 베일(그레이 딜라일이 목소리를 맡음)과 잭 라이더(제임스 호런), 경찰관 애런 캐시(듀안 셰퍼드), 기업 사업가 렉스 루터(키스 실버스타인), 범죄자 케이티 케인, 연쇄 살인범 캘린더 맨, 그리고 돌연변이 갱스터 킬러 크록(스티브 블룸)이 포함된다. 또한 게임의 다운로드 콘텐츠에는 매드 해터(피터 맥니콜), 블랙 마스크(브라이언 블룸), 미스터 프리즈(모리스 라마시), 라스 알 굴(디 브래들리 베이커), 니사 라아트코(제니퍼 헤일), 그리고 노라 프리즈(시시 존스)가 등장한다. 이 게임은 또한 배트맨과 DC 코믹스의 역사에서 가져온 많은 캐릭터들을 언급한다.

### 배경
아캄 시티 사건 중 조커의 죽음으로부터 9개월 후, 배트맨은 숙적의 부재와 둘이 공유했던 유대감이 인정할 수 있는 것보다 더 깊었다는 불편한 감정에 대처하기 위해 애쓰고 있다. 조커가 없는 동안, 고담 시민들은 그 어느 때보다 안전하다고 느꼈고, 도시의 범죄는 크게 감소했다. 그러나 이것은 펭귄, 리들러, 투페이스, 할리 퀸을 포함한 배트맨의 적들에게 배트맨을 물리치기 위한 단일 목표로 연합할 기회를 제공한다. 새로운 위협을 예상한 배트맨은 범죄 퇴치 기술을 계속 개발하고 도시를 감시해왔다.
할로윈 밤, 아캄 어사일럼에서 배트맨에게 패배했던 스케어크로우는 새로 만든 공포 독소와 고담 곳곳에 심은 폭탄으로 도시를 위협하여 도시의 600만 시민을 강제 대피시킨다. 도시에는 범죄자들만 남아있어 고든 국장과 고담 시 경찰국은 수적으로 열세에 놓인다.
아캄 나이트의 고담 시티는 아캄 시티의 야외 아캄 시티 감옥의 약 5배 규모이다. 이 게임은 도시 중앙에서 진행되며, 블리크, 파운더스, 미아가니 세 개의 섬으로 나뉜다. 여기에는 네온이 켜진 차이나타운과 산업 선적장과 같은 다양한 지역이 있다. 블리크 섬에는 더 짧은 건물, 허름한 지역, 버려진 부두가 있고, 파운더스 섬은 고담 빈민가의 폐허 위에 지어진 현대적인 고층 빌딩 개발 지역이며, 미아가니 섬은 웨인 타워를 중심으로 한 오래된 대도시이다. 오라클은 고담 시계탑에 통신 본부를 설치했으며, 그곳에는 임시 배트케이브도 있다.

### 줄거리
할로윈 밤, 스케어크로우는 새로 만든 공포 독소를 퍼뜨리겠다고 위협하여 고담 시티의 시민들을 강제 대피시킨다. 배트맨은 스케어크로우를 은신처까지 추적하여 투옥된 포이즌 아이비를 구출한다. 아이비는 스케어크로우의 음모에 가담하라는 배트맨의 다른 악당들의 제안을 거절한 상태였다. 오라클은 에이스 케미컬스가 스케어크로우 독소의 원천임을 밝혀낸다. 배트맨은 시설을 조사하던 중 고담을 점령하기 위해 파견된 대규모 민병대가 수수께끼의 "아캄 나이트"의 지휘 아래 있다는 것을 발견한다. 배트맨은 건물을 동부 해안 전체를 뒤덮을 독소 폭탄으로 변형시킨 스케어크로우를 찾아낸다. 스케어크로우는 오라클을 납치했다고 밝히고 도망친다. 배트맨은 자신을 독소에 노출시키면서 폭탄의 폭발 반경을 억제한 후 조커와 마주하게 된다.
플래시백은 조커가 죽기 전, 그의 감염된 피가 수혈에 사용되어 배트맨을 포함한 5명을 감염시켰음을 보여준다. 자신의 감염을 숨긴 배트맨은 신체적, 정신적으로 조커로 변모하고 있던 다른 네 환자를 투옥시켰다. 감염된 피와 공포 독소에 의해 생성된 정신적 환영으로 존재하는 조커는 배트맨을 조롱하고 현실에 대한 그의 인식을 왜곡하기 위해 자주 나타난다. 배트맨이 에이스 케미컬스를 탈출한 후, 그는 고든에게 그의 딸이 납치되었고 그녀가 그의 자경 활동을 돕고 있다는 사실을 알린다. 배신감을 느낀 고든은 그를 버리고 홀로 스케어크로우를 찾아 나선다.
배트맨은 스케어크로우가 사업가 사이먼 스태그를 고용하여 공포 독소의 대량 살포 장치인 "클라우드버스트"를 만들었다는 것을 알게 된다. 스태그의 비행선에서 배트맨은 스케어크로우를 찾아내지만, 공포 독소에 노출되어 조커의 인격이 일시적으로 배트맨을 지배하는 동안 아캄 나이트는 클라우드버스트를 추출한다. 회복한 배트맨은 스케어크로우의 은신처에서 오라클을 찾아내고, 그녀가 공포 독소에 노출된 후 자신을 쏘는 것을 목격한다. 할리 퀸은 배트맨의 임시 기지인 파네사 영화 스튜디오를 점령하여 "조커화된" 환자들을 구출한다. 배트맨과 로빈은 할리와 감염된 자들을 붙잡지만, 환자 중 한 명이 배트맨이 완벽한 "조커"가 될 것이라고 믿고 다른 환자들을 죽인 후 자살한다. 배트맨이 감염되었다는 것을 깨달은 로빈은 그를 투옥하려고 하지만, 대신 배트맨은 로빈의 안전을 위해 그를 감옥에 가둔다.
아캄 나이트는 클라우드버스트를 활성화하여 도시에 공포 독소를 범람시킨다. 배트맨은 클라우드버스트를 운반하는 탱크를 파괴하고 아이비를 설득하여 독소를 중화할 수 있는 고대 나무에 힘을 불어넣는다. 아이비는 성공적으로 고담을 구하지만 과로로 사망하고, 배트맨이 독소에 노출되면서 조커의 그에 대한 지배력이 강화된다. 배트맨은 고든을 구출하기 위해 아캄 나이트를 건설 현장으로 추격한다. 나이트는 자신이 전 로빈인 제이슨 토드임을 밝힌다. 토드는 조커에게 고문당하고 살해당한 것으로 보였다. 토드는 배트맨이 자신을 버렸다고 비난하며, 배트맨의 도움 제안을 거절하고 도망친다. 배트맨과 고든은 스케어크로우와 대치하고, 오라클이 살아있고 그녀의 자살이 환각이었다는 것이 밝혀진다. 배트맨은 오라클을 구출하여 고담 시 경찰국(GCPD)으로 돌려보내지만, 스케어크로우는 고든을 인질로 삼아 도망친다. 남은 민병대를 사용하여 스케어크로우는 배트맨의 동료들을 제거하기 위해 GCPD를 습격한다. 배트맨과 오라클은 민병대를 제압하지만, 스케어크로우는 이 혼란을 이용하여 로빈을 납치한다.
로빈과 고든을 구하기 위해 배트맨은 스케어크로우에게 항복하고 아캄 어사일럼의 폐허로 끌려간다. 스케어크로우는 TV로 배트맨이 브루스 웨인임을 전 세계에 폭로하고, 대중 앞에서 그를 무너뜨리기 위해 배트맨에게 공포 독소를 반복적으로 주입한다. 배트맨과 조커는 배트맨의 마음속에서 통제권을 놓고 싸운다. 조커는 감염에 굴복하는 효과를 보여주며 배트맨을 약화시키려 하지만, 배트맨은 승리하고 조커를 자신의 마음속에 영원히 잊히게 가둔다. 이것이 조커의 유일한 두려움이었다. 토드는 배트맨을 구하고, 배트맨은 스케어크로우를 자신의 공포 독소로 제압한다. 배트맨이 고담이 안전한지 확인한 후, 고든은 경찰을 파견하여 거리를 되찾게 하고, 배트맨은 사랑하는 사람들을 보호하기 위해 "나이트폴 프로토콜"을 활성화한다. 기자들에게 둘러싸인 배트맨은 웨인 저택으로 돌아와 알프레드의 환영을 받는다. 둘이 저택으로 들어서자, 저택은 폭발한다.
얼마 후, 고담 시장이 된 고든은 오라클과 로빈의 결혼식에 참석할 준비를 한다. 다른 곳에서는 두 명의 강도가 골목에서 한 가족을 공격하지만, 배트맨을 닮은 악몽 같은 인물과 마주하게 된다.

## 개발
2012년 8월, 아캄 시리즈의 처음 두 게임의 작가인 폴 디니는 아캄 시티의 속편 집필에 참여하지 않을 것이라고 말했다. 그는 그 게임의 스토리 기반 할리 퀸의 복수 다운로드 콘텐츠를 집필하지 않았으며, 워너 브라더스와 록스테디가 다른 작업을 제안받으면 수락하라고 권유했다고 말했다. 록스테디는 게임 감독 세프턴 힐과 디자이너 이안 볼이 이끄는 자체 작가팀을 사용하기로 결정했으며, 마틴 랭커스터가 스크립트 요소를 담당했다. 제프 존스는 줄거리 컨설턴트로 활동했다.
아캄 나이트의 개발은 아캄 시티 작업 완료 후 2011년에 시작되어 4년이 걸렸다. 이 게임은 2월 말 유출된 마케팅 자료에 이어 2014년 3월에 공식적으로 공개되었으며, 2013년 WB 게임즈 몬트리올이 개발한 배트맨: 아캄 오리진에 이어 시리즈 개발사인 록스테디 스튜디오가 다시 게임 개발을 맡았다. 아캄 나이트는 록스테디의 아캄 시리즈의 마지막 장으로 묘사된다. 그들은 아캄 시티 개발 이후부터 시리즈의 결말을 염두에 두고 있었다. 케빈 콘로이는 아캄 어사일럼과 아캄 시티에서 그랬듯이 배트맨의 목소리를 다시 맡는다. 그는 2013년 댈러스 코믹 콘에서 "다음 아캄" 작업을 하고 있다고 말한 후 이 역할을 다시 맡았다. 이 발언은 그가 당시 개발 중인 유일한 아캄 게임인 아캄 오리진에서 배트맨 역할을 다시 맡을 것이라는 추측을 불러일으켰지만, 로저 크레이그 스미스가 그 게임에서 배트맨의 목소리를 맡았기 때문에 사실이 아니었다.
록스테디는 개발 초기부터 아캄 나이트를 당시 출시될 차세대 콘솔 전용으로 만들기로 결정했는데, 이는 이전 세대 시스템을 수용하기 위해 아이디어를 제한하지 않고 시스템 자원을 최대한 활용하는 데 집중할 수 있도록 하기 위함이었다. 이 게임은 아캄 시티에서 가능했던 것보다 최대 5배 많은 적이 화면에 표시될 수 있으며, 폭동에는 최대 50명의 적이 화면에 나타나 환경과 상호작용하며 물건을 부수고 그래피티를 그릴 수 있다. 기술적 변화는 또한 이전 작품들이 사전 렌더링된 비디오를 보상으로 사용했던 것과 달리, 컷씬이 게임 엔진에서 실시간으로 렌더링될 수 있도록 했다. 아캄 나이트와 이전 게임 간의 규모 차이를 설명하면서, 수석 캐릭터 아티스트인 알베르트 펠리우는 아캄 나이트의 단일 캐릭터 모델이 아캄 어사일럼 환경 전체를 렌더링하는 데 사용된 것과 동일한 양의 폴리곤을 포함할 수 있다고 말했다. 아캄 나이트는 아펙스 물리 시뮬레이션 엔진을 사용하여 배트맨의 망토와 같은 천과 같은 아이템이 움직임이나 바람에 현실적으로 반응하도록 하는 시리즈 최초의 게임이다. 워너 브라더스는 록스테디의 게임 컨셉을 지지했지만, 양측 모두 게임 간의 3년은 너무 길다고 느꼈고, 그래서 WB 게임즈 몬트리올은 그 공백을 메우기 위해 프리퀄인 아캄 오리진을 만드는 임무를 맡았다.
아캄 오리진과는 달리, 이 게임은 멀티플레이어 요소를 포함하지 않는다. 힐이 설명했듯이, 개발팀은 싱글 플레이어 게임이 팀의 모든 노력을 필요로 할 것이라는 것을 알고 있었고, "우리는 우리가 할 수 있는 최고의 싱글 플레이어 경험을 만드는 데 집중했다. 우리는 멀티플레이어 요소가 필요하다고 느끼지 않았다. 워너 브라더스는 처음부터 이를 지지했다."

### 디자인
배트맨의 배트모빌은 록스테디가 다른 아캄 게임에 포함시키고 싶었지만 기술적 제약으로 인해 제한되었던 캐릭터의 한 측면이었다. 디자이너들은 DC와 협력하여 배트맨 코믹스와 미디어 역사에 등장하는 모델 대신 아캄 어사일럼의 이전 디자인을 살펴보고 이를 필요한 게임 플레이 요구 사항에 맞게 발전시키기로 선택했다. 이 차량은 배트맨의 도보 이동과 통합되면서도 부담이 되지 않도록 설계되었다. 힐은 "배트모빌이 너무 좋아서 항상 그것만 타고 다니거나, 배트맨이 너무 강력하게 활공해서 배트모빌을 사용하지 않는 상황을 원치 않았다. 이 두 가지를 모두 사용해야 할 명확한 필요가 있다"고 말했다. 세계의 도전 과제는 지도의 수직 및 수평 평면에 설정되어 플레이어가 한 가지 형태의 이동만 사용하지 않도록 했으며, 배트모빌은 활공보다 먼 거리를 이동하는 데 더 빠른 방법을 제공했다. 아캄 오리진과는 달리, 아캄 나이트에는 빠른 이동 시스템이 없는데, 디자이너들은 이동을 게임의 일부로 간주했으며, 플레이어가 이를 건너뛰도록 허용하면 경험을 저해할 것이라고 생각했다. 차량에 부딪힌 건물은 차량의 속도를 늦추지 않고 외형적 손상만 입도록 했는데, 코너를 돌다가 충돌로 인해 방해받는 것이 배트모빌을 운전하는 환상을 해칠 것이라고 생각했기 때문이다.
초기 개발 단계에서 록스테디는 기존 아캄 시티 맵에 배트모빌 프로토타입을 배치했으며, 배트맨이 활공하고 그래플링하도록 설계된 폐쇄적인 도시가 차량 운전에 잘 맞지 않는다는 것을 알게 되었다. 따라서 고담 시티는 배트모빌 및 기타 도로 교통이 벽에 부딪히지 않고 운전할 수 있는 공간을 확보하기 위해 더 넓은 거리로 재설계되었으며, 차량의 사출 능력을 수용하기 위해 건물이 더 높게 만들어졌다. 고담 시티를 재설계하기 위해 디자이너들은 이전 게임의 고딕 건축을 기반으로 하면서도 더 믿을 수 있고 밀도 높은 도시를 만들려고 노력했다. 네온사인, 광고판, 미국식 자동차와 같은 사소한 요소 외에도, 팀은 도시에서 찾을 수 있는 상점에 대한 아이디어를 개발하면서도 지저분하고 디스토피아적인 테마를 유지했다. 디자인을 설명하면서 헤고는 "우리가 추가한 모든 종류의 요소들은... 전체 경험을 시간 감각을 약간 벗어나게 만든다. 20년 전인지, 지금인지, 10년 후인지 정확히 알 수 없다"고 말했다. 디자이너들은 단순히 크기만 큰 것이 아니라 "풍부하고, 활기차고, 밀도 높고... 흥미로운 할 일로 가득 찬" 오픈 월드를 만드는 것을 중요하게 생각했다.
배트맨의 글을 쓸 때, 힐은 캐릭터의 근본적인 측면이 그가 악당, 동맹, 그리고 그를 둘러싼 도시와 상호 작용하는 방식이라고 생각했다. 힐은 "배트맨이 된다는 것은 무엇을 의미하는가? ...그에게 어떤 일이 일어날 때 배트맨에게 어떤 영향을 미치는가? 그의 심리적 구성은 무엇인가? 이것이 게임의 영향이며... 당신은 그를 그로 만드는 것의 심리를 실제로 파고들게 되는데, 이것이 배트맨에 대한 많은 관심이 있는 곳이라고 생각한다"고 말했다. 배트맨의 갑옷은 배트모빌과 시각적으로 유사하게 보이도록(동일한 모양과 재료 질감을 특징으로) 재설계되었으며, 캐릭터가 고속으로 차량에 탑승하고 하차하는 방식과 기능적으로 호환되도록 만들어졌다. 이 디자인은 또한 배트맨의 어깨에 갑옷을 추가하여 이전에 노출된 망토를 덮었는데, 이는 활공 중에도 배트맨의 무게를 지탱할 수 있다는 것을 더 그럴듯하게 보이게 하기 위함이었다. 다른 돌아오는 캐릭터들의 경우, 아트 디렉터 데이비드 헤고는 플레이어들이 이전 게임에서 여러 번 보았기 때문에 계속 흥미를 유지할 수 있도록 디자인을 구상했다고 말했으며, 게임의 가을 배경 또한 아캄 시티의 겨울 배경에 비해 캐릭터 의상 변화가 필요했다고 덧붙였다. 펭귄은 긴 코트를 벗고 더 지저분해 보였으며, 옷에는 땀과 음식 얼룩이 묻어 있었고, 머리는 삭발되어 있었다. 투페이스의 경우, 디자이너들은 캐릭터를 크게 바꿀 필요는 없다고 느꼈으며, 대신 기존의 캐릭터 특성, 특히 그의 변형된 살을 강조했으며, 불에 탄 살의 참고 자료를 영감으로 사용했다. 마찬가지로, 그들은 물음표가 새겨진 녹색 셔츠와 같은 전형적인 리들러 캐릭터를 유지하고 싶었지만, 대신 게임 전반에 걸쳐 캐릭터 디자인이 진화하도록 하여 줄거리 사건에 대한 반응으로 자신의 의상을 수정하도록 했다.
이 게임의 제목에 등장하는 악당은 만화 작가 제프 존스와 만화가 짐 리의 도움을 받아 게임을 위해 특별히 만들어졌다. 힐은 록스테디가 배트맨에게 대등하게 도전할 수 있는 적대자를 도입하고 싶었다고 언급했다. 펠리우는 아캄 나이트의 디자인이 게임에서의 역할뿐만 아니라 배트맨의 전술과 전투 방식에 대한 지식을 반영한다고 말했다. 아캄 나이트는 배트맨을 조롱하기 위해 박쥐 귀를 닮은 짧은 안테나가 달린 최첨단 군사형 배트슈트를 입고 있다. 그의 각진 가슴판은 배트클로를 빗나가게 하는 수단으로 작용하며; 그의 유틸리티 벨트는 배트맨의 것과 달리 낮게 매달려 있고; 그의 건틀릿, 부츠 및 갑옷은 전투기의 경량 디자인에서 영향을 받았다: "고강도, 비반사성, 그리고 완전히 위협적". 아캄 나이트의 홀로그램 헬멧은 로봇 음성 합성기로 그의 신원을 숨겨 유령 같은 인상을 주며, 그의 바이저는 헤드업 디스플레이를 제공하여 그의 민병대 병력을 모니터링한다. 그의 슈트에는 "어두운 회색이 빨간색 점선과 섞인" 독특한 위장 패턴이 있어 "고담의 골목과 지붕의 어두운 그림자와 화려한 네온사인 사이에서 은폐 상태를 유지할 수 있도록" 해준다.

### 음악
아캄 어사일럼과 아캄 시티의 작곡가 닉 아룬델이 아캄 나이트의 음악을 다시 맡았고, 그 게임들에서 그의 파트너였던 론 피쉬는 작곡가 데이비드 버클리로 교체되었다. 시리즈에 계속 참여하는 것에 대해 아룬델은 "속편을 만드는 것의 좋은 점 중 하나는 [바꾸고 싶었던 것들을] 다시 할 기회를 얻고, 다시 방문할 기회를 얻는다는 것이다... 우리는 배트맨 테마와 같이 일관성을 유지하고 싶은 일련의 자료를 가지고 있다... 우리는 [그] 테마를 유지하고 이 게임의 스토리에 더 맞게 조정하고 싶었다. 그 하나의 테마에서 스케어크로우 요소를 어떻게 이끌어낼 수 있을까"라고 말했다. 아룬델은 버클리가 자신이 이미 만든 음악 내에서 작업할 의지가 있었고, 자신의 개인적인 취향을 더하려 하지 않았다고 덧붙였다. 버클리는 오리지널 테마의 코드와 멜로디에 대한 새로운 변주를 만드는 데 도움을 받기 위해 아캄 어사일럼의 아룬델의 작품을 받았다. 공식 사운드트랙 1권은 게임과 함께 2015년 6월 23일 워터타워 뮤직에서 발매되었고, 아룬델이 선택한 사운드트랙 15곡이 수록된 한정판 바이닐 레코드가 발매되었다. 이 게임에는 프랭크 시나트라의 노래 I've Got You Under My Skin이 수록되어 있다. 뮤즈의 Mercy와 나인 인치 네일스의 The Wretched가 예고편에 사용되었으며, 나인 인치 네일스의 보컬리스트 트렌트 레즈너는 "Be the Batman" 예고편의 음악 컨설턴트로 활동했다.

## 마케팅

2015년 5월 타임스 스퀘어, 뉴욕에서 게임 광고

이 게임은 원래 배트맨 탄생 75주년 기념일인 2014년에 출시될 예정이었고, 그 결과 DC는 2014년 6월 런던에서, 2014년 7월 샌디에이고 코믹콘 인터내셔널에서 "망토/후드/창조" 미술 전시회를 열었다. 이 전시회에서는 동시대 예술가들이 애셔 레바인이 디자인하고 게임의 배트슈트를 기반으로 한 망토와 후드에 그림을 그렸다. 2015년 5월, 웨스트 코스트 커스텀즈가 디자인한 게임 속 배트모빌의 실물 크기 복제본이 MCM 런던 코믹 콘에 전시되었다. 2015년 5월 8일부터 게임 출시까지 록스테디는 "아캄 인사이더"라는 주간 비하인드 영상 시리즈를 공개했는데, 이 영상에서는 록스테디 직원들이 아캄 나이트의 게임 플레이의 다양한 측면을 설명하고 팬들의 질문에 답변했다. "아캄 인사이더"는 2015년 8월에 월간 DLC 출시를 강조하기 위해 다시 돌아왔고, 이 시리즈는 2015년 12월까지 총 11개의 에피소드로 진행되었다. 의류, 모자, 달력, 포스터, 헤드폰을 포함한 다양한 제품이 게임을 기반으로 개발되었다.
아캄 나이트가 완전히 새로운 캐릭터인지 아니면 배트맨: 아캄 시리즈에만 새로운 캐릭터인지 묻는 질문에 마케팅 프로듀서 댁스 긴은 그의 디자인과 역할 면에서 "완전히 독창적"이며, 배트맨이 이전에 마주한 적 없는 캐릭터라고 주장했다. 긴은 배트맨 세계에서 독창적인 캐릭터를 창조할 기회를 "두려운" 일이라고 묘사했지만, 록스테디 개발자들이 게임을 넘어 배트맨 프랜차이즈에 흔적을 남길 기회를 즐겼다고 언급했다.

## 출시
배트맨: 아캄 나이트는 2015년 6월 23일 플레이스테이션 4, 윈도우, 엑스박스 원으로 출시되었다. 이 게임은 원래 2014년 10월 14일에 출시될 예정이었다. 2015년 6월 2일로 한 번 연기되었다가, 다시 2015년 6월 23일로 연기되었다. 첫 번째 연기에 대해 록스테디 마케팅 게임 매니저 가이 퍼킨스는 "팀에 더 많은 시간을 주지 않았다면 우리는 우리가 만족하지 못하는 것을 출시했을 것이다. 우리는 100% 완벽하게 만들고 싶다"고 말했다. 게임의 품질 보증 테스터는 "콘솔에서 게임을 작동시키는 것은 몇 달 동안 불가능했다. 그래서 게임이 여러 번 연기된 이유 중 하나이다. [록스테디는] 차세대 콘솔에서 얼마나 어려운지 전혀 준비되지 않았다"고 덧붙였다. 영국에서는 윈도우 버전만 디지털로 출시된다. 또한, 페럴 인터랙티브가 개발한 리눅스 및 OS X 버전의 게임은 원래 2015년 말에 출시될 예정이었으나 2016년 초로 연기되었다. 이 버전은 2016년 2월에 취소되었다. 페럴은 원래 연기가 두 플랫폼에 대한 "좋은 성능과 광범위한 지원을 보장"하기 위함이었다고 밝혔다.
2015년 2월, 아캄 나이트가 이전 프랜차이즈 작품들이 받았던 "틴" 등급 대신 ESRB로부터 "성인" 등급을 받았다는 사실이 밝혀졌다. 세프턴 힐과 록스테디 팀은 등급에 놀랐다. 힐은 특정 등급을 염두에 두고 게임을 만들지 않았지만, "나쁜 일이 일어나는 것은 피할 수 없다. 하지만 그렇다고 우리가 접근 방식을 바꾼 것은 아니다. 우리는 불필요한 피나 욕설을 포함하지 않는다. 우리는 타협 없는 진정한 결말을 전달하고 싶으며, 이는 우리를 어두운 곳으로 이끈다"고 설명했다. 그는 특히 어떤 콘텐츠가 "M" 등급을 촉발했는지 자세히 설명하지 않았지만, 힐은 워너 브라더스의 "등급 분석"에 따르면 게임 내 특정 "핵심" 장면의 내용이 등급에 영향을 미칠 수 있다고 언급했다. 신중한 숙고 끝에 팀은 궁극적으로 해당 콘텐츠를 유지하기로 결정했으며, 이는 게임과 그 주제에 대한 비전을 "위태롭게" 하지 않기 위함이었다. 게임 내용에 대한 심층 설명에서 ESRB는 플레이어가 "비무장 캐릭터와 인질을 쏘는" 장면과 "피 묻은 수술대"에서 차량 바퀴를 사용하여 고문하는 장면이 존재한다고 밝혔다.
게임에 대한 무료 업데이트는 게임의 버그 수정 및 업데이트를 제공하기 위해 출시되었으며, 일부는 커뮤니티 피드백을 기반으로 한다. 여기에는 모든 게임 캐릭터의 머리를 불균형하게 만드는 빅 헤드 모드; 게임 플레이 중 촬영한 사진을 편집할 수 있는 사진 모드; 지역화된 자막과 함께 원본 성우진을 사용할 수 있는 기능; 그리고 게임의 AR 챌린지 업데이트가 포함되었다. 여기에는 게임 및 다운로드 가능 콘텐츠(DLC)의 모든 플레이 가능 캐릭터를 모든 전투 및 프레데터 챌린지 맵에서 사용할 수 있는 기능이 포함되었다. 이전에는 각 맵에 미리 정의된 캐릭터 선택이 있었다. 전투 챌린지에 더 어려운 난이도 설정 추가; 더 많은 라운드 기반 챌린지 및 실내 맵 위치; 그리고 플레이어가 방해된다고 생각했던 챌린지 주변의 파란색 벽 제거 등이 포함되었다.

### 패키지 에디션
"리미티드 에디션"이 출시되었는데, 스틸북 케이스에 담긴 게임, 80페이지 분량의 컨셉 아트북, 아캄 나이트 이슈 #0 코믹북, DC 코믹스의 뉴 52를 기반으로 한 배트맨, 로빈, 나이트윙의 대체 코스튬, 그리고 배트맨 동상이 포함되어 있다. "배트모빌 에디션"은 "리미티드 에디션" 아이템을 포함하지만, 배트맨 동상 대신 변형 가능한 배트모빌 동상을 포함한다. 그러나 6월 17일, "배트모빌 에디션"을 구매한 소비자들은 디자이너 프로젝트 트라이포스의 배트모빌 동상 품질 문제로 인해 에디션이 취소되었다는 통보를 받았다. 소비자들은 환불을 받거나 구매를 다른 에디션으로 전환할 수 있었다. 이틀 후, "리미티드 에디션"이 포장 품질 문제로 인해 유럽에서 2015년 7월 중순까지 출시가 연기되었다는 것이 밝혀졌다.
"더 시리어스 에디션"은 Amazon.com에서만 독점적으로 출시되었다. 이 에디션에는 게임, "첫 등장" 스킨(배트맨의 디텍티브 코믹스 #27 첫 등장 기반), 그리고 배트맨: 아캄 시리즈가 느슨하게 기반을 둔 그래픽 노블인 아캄 어사일럼: 심각한 지구상의 심각한 집의 한정판 25주년 기념판이 포함되었다.
게임과 시즌 패스를 모두 포함하는 "프리미엄 에디션"이 출시되었다. 또한 "스틸 그레이" 콘솔과 맞춤형 배트맨 페이스플레이트가 있는 컨트롤러를 특징으로 하는 한정판 플레이스테이션 4도 출시되었다. 2016년에는 플레이스테이션 4와 엑스박스 원용으로 게임의 "올해의 게임 에디션"이 출시되었으며, 시즌 패스의 모든 다운로드 콘텐츠가 포함되었다.

## 다운로드 가능 콘텐츠

### 공식 확장팩
할리 퀸은 스토리 기반 미션에서 DLC를 통해 플레이 가능한 캐릭터로, 그녀가 블러드헤이븐 시에 잠입하여 경찰서를 습격하고 범죄 파트너 포이즌 아이비를 구출하는 내용을 따른다. 레드 후드로서의 제이슨 토드 또한 스토리 기반 미션에서 DLC를 통해 플레이 가능한 캐릭터로, 레드 후드가 블랙 마스크와 대결하는 내용이다. 웨인테크 부스터 팩은 게임을 진행하면서 얻는 대신 배트맨과 배트모빌을 위한 네 가지 업그레이드를 시작부터 플레이어에게 제공한다. 플레이스테이션 4 독점 DLC인 스케어크로우 나이트메어는 스케어크로우의 공포 가스에 굴복하여 뒤틀린 악몽 같은 모습으로 변한 고담 시티를 묘사하며, 거대한 스케어크로우와 그의 언데드 군대가 지배한다.
게임의 시즌 패스를 통해 추가 콘텐츠가 제공되었는데, 여기에는 스토리 기반 미션; 배트맨과 그의 동료들을 위한 챌린지 맵; 배트맨 역사에 등장하는 새로운 배트모빌과 그들을 위한 맞춤형 경주 트랙; 배트맨과 그의 동료들을 위한 스킨; 그리고 2015년 8월과 9월에 시간 제한 독점 기간이 만료되면 모든 사전 주문 판매점 콘텐츠가 포함된다. 스토리 기반 미션에는 "악명 높은 시즌"이 포함되는데, 메인 게임을 통해 플레이되는 새로운 "가장 수배된" 미션으로, 플레이어가 배트맨으로 "고담 시티를 침공하는 전설적인 슈퍼빌런들, 새로운 스토리 아크, 미션 및 게임 플레이 기능"에 맞서 싸우고, "아캄 에피소드"는 플레이어가 아캄 나이트의 사건 전후에 발생하는 짧은 스토리 미션에서 배트맨의 동료들을 제어하여 그들의 이야기를 더욱 확장한다.
WB 게임즈 몬트리올이 개발한 배트걸: 가족의 문제는 아캄 어사일럼 사건 이전의 바바라 고든이 배트걸로 등장하는 "아캄 에피소드"이다. 유전 위에 건설된 해상 테마파크인 시게이트 유원지를 배경으로, 배트걸과 로빈은 조커와 할리로부터 아버지 고든 국장을 구하기 위해 힘을 합친다. 이 콘텐츠는 듀얼 플레이 기능과 해킹 능력을 이어받아 배트걸이 적을 제압하고, 물체를 제어하며, 퍼즐을 해결할 수 있도록 한다. 디자인 프로듀서 저스틴 바스케스는 "해킹은 그녀를 다른 캐릭터와 정말로 차별화하는 요소이다... 우리의 의도는 배트걸이 배트맨보다 약해야 하지만, 배트걸과 해킹의 조합은 배트맨조차 할 수 없는 일들을 할 기회를 줄 수 있다는 것이었다"고 말했다. 이 콘텐츠는 2015년 7월 14일에 플레이스테이션 4와 엑스박스 원으로 출시되었고, 윈도우 버전은 2015년 10월 28일에 출시되었다. 다른 "아캄 에피소드"로는 2015년 9월에 출시된 아캄 나이트 사건 이후를 배경으로 하는 "GCPD 록다운"이 있으며, 나이트윙이 펭귄이 GCPD를 탈출하는 것을 막아야 한다. 캣우먼의 복수는 메인 게임 사건 이후를 배경으로 하며, 캣우먼이 2015년 11월에 출시된 리들러에게 복수한다. 동전 던지기는 메인 게임 사건 이후를 배경으로 하며, 로빈이 2015년 11월에 출시된 투페이스를 추적한다. 사전 주문 보너스였던 할리 퀸과 레드 후드 스토리 팩도 "아캄 에피소드"로 간주되었다.
2015년 12월에는 네 가지 "악명 높은 시즌" 미션이 출시되었는데, 매드 해터가 배트맨에게 불길한 심리전을 펼치고, GCPD 대원들이 그 사이에 끼어들며; 킬러 크록이 최고 보안 감옥에서 탈출하여 추락한 비행선에서 혼란을 일으키며; 암살자 리그가 고담 시티로 돌아와 라스 알 굴의 건강을 회복시키려 하며; 미스터 프리즈가 고담 시티로 돌아와 아캄 나이트의 민병대가 프리즈의 아내 노라를 납치하고 배트맨을 붙잡는 데 도움을 요구하는 내용이다. "악명 높은 시즌" 미션은 메인 게임에 새로운 지역을 추가하는데, 여기에는 GCPD의 새로운 구역과 엘리엇 종합 병원 내부, 암살자 리그의 암살자들과 같은 새로운 적, 그리고 새로운 게임 플레이 메커니즘이 포함된다.

### 기타 콘텐츠
2015년 8월에 출시된 추가 콘텐츠에는 1989년 영화 배트모빌 팩이 포함되었는데, 이는 배트맨의 마이클 키턴이 입었던 슈트 기반 스킨, 영화 속 배트모빌, 그리고 영화와 속편인 배트맨 2를 기반으로 한 두 개의 경주 트랙이 포함된다. 배트-패밀리 스킨 팩에는 대체 타임라인을 기반으로 한 여섯 가지 캐릭터 스킨이 포함된다. 그리고 이전에는 사전 주문 보너스로 출시되었던 콘텐츠도 포함된다. 2015년 9월에 록스테디는 두 개의 범죄 퇴치자 챌린지 팩을 출시했는데, 이는 모든 플레이 가능 캐릭터를 위한 11개의 AR 전투 및 프레데터 챌린지와 배트모빌을 위한 1개의 챌린지를 포함한다. 또한 다크 나이트를 기반으로 한 텀블러 배트모빌과 두 개의 경주 트랙, 그리고 배트맨을 위한 아캄 어사일럼 스킨도 포함되었다.
2015년 10월에는 세 번째 범죄 퇴치자 챌린지 팩이 추가 콘텐츠로 포함되었는데, 이는 모든 플레이 가능 캐릭터와 배트모빌을 위한 6개의 AR 전투 및 프레데터 챌린지를 포함한다. 또한 "배트맨 클래식 TV 시리즈 배트모빌" 팩에는 1960년대 TV 시리즈 배트모빌, 시리즈를 기반으로 한 캣우먼과 로빈의 스킨, 그리고 시리즈에서 영감을 받은 두 개의 경주 트랙이 포함되었다. 그리고 1970년대 배트맨 테마 배트모빌 스킨도 포함되었다. 2015년 11월에 록스테디는 배트맨 대 슈퍼맨: 저스티스의 시작에 벤 애플렉이 입었던 슈트와 영화 속 배트모빌을 기반으로 한 스킨이 포함된 2016년 배트맨 대 슈퍼맨 배트모빌 팩과 두 개의 배트모빌 경주 트랙이 있는 웨인 테크 팩을 출시했다. 이 팩에는 또한 두 개의 챌린지 맵; "GCPD 록다운"을 위한 챌린지 맵; 로빈을 위한 오리지널 팀 드레이크 스킨, 그리고 로빈 테마 및 리들러 테마 배트모빌 스킨; 그리고 모든 플레이 가능 캐릭터를 위한 6개의 AR 전투 및 프레데터 챌린지가 포함된 네 번째 범죄 퇴치자 챌린지 팩도 포함되었다.
2015년 12월, 추가 콘텐츠의 마지막 달에는 2015년 9월 텀블러 팩에 포함되지 않아 팬들의 수많은 요청에 의해 크리스찬 베일의 다크 나이트 배트슈트가 출시되었다. 오리지널 아캄 어사일럼 배트모빌; 모든 플레이 가능 캐릭터를 위한 6개의 AR 전투 및 프레데터 챌린지를 포함하는 다섯 번째 범죄 퇴치자 챌린지 팩; 할리 퀸의 클래식 복장 기반 스킨과 레드 후드를 위한 아캄 나이트 스킨; 록스테디 테마 배트모빌 스킨; 그리고 배트맨: 노엘 스킨도 출시되었다.
2016년 1월, 록스테디는 여섯 번째 범죄 퇴치자 챌린지 팩을 출시했는데, 이는 윈도우 버전의 버그를 고치는 데 도움을 주고 팩의 챌린지 맵 요청을 제출한 플레이어들의 피드백에 대한 응답으로 원래 커뮤니티 챌린지 팩이라고 명명되었다. 팩에는 이전 아캄 게임의 5개 챌린지 맵, 아캄 나이트의 "크라임 앨리" 전투 맵, 그리고 "끝없는 기사"라는 "끝없는 파도" 프레데터 맵이 포함되었다. 돌아온 프레데터 맵에는 아캄 시티의 "웨인 저택 메인 홀"과 "배트케이브", 아캄 어사일럼의 "요양원, 의료 시설"이 포함되었고, 전투 맵에는 아캄 시티의 "아이스버그 라운지"와 "모나크 극장"이 포함되었다. 이 팩은 콘솔보다 일주일 먼저 윈도우에 출시되었다. 배트맨 코퍼레이티드를 기반으로 한 스킨도 그 달에 출시되었다.
다양한 플레이 가능한 캐릭터에 대한 여러 대체 외형이 제공되었다. 배트맨의 스킨에는 1960년대 TV 시리즈; 저스티스 리그 3000; 배트맨 비욘드; 다크 나이트 리턴즈; "첫 등장" 디자인; 뉴 52; 플래시포인트; 애니메이션 배트맨; 지구 2; 아캄 오리진; "상징적인 회색과 검은색"; 1970년대 배트맨; 1989년 영화; 주르-엔-아르; 아캄 어사일럼; 다크 나이트 영화; 배트맨 대 슈퍼맨: 저스티스의 시작; 배트맨: 노엘; 그리고 배트맨 코퍼레이티드가 포함된다. 로빈의 스킨에는 뉴 52를 기반으로 한 디자인; "원 이어 레이터"; 1960년대 TV 시리즈; 그리고 오리지널 팀 드레이크 디자인이 포함된다. 나이트윙의 스킨에는 뉴 52를 기반으로 한 디자인; 그리고 아캄 시티가 포함된다. 캣우먼의 스킨에는 1990년대 캣우먼, 그리고 1960년대 TV 시리즈를 기반으로 한 디자인이 포함된다. 할리와 레드 후드는 각각 그녀의 클래식 복장과 아캄 나이트 유니폼을 기반으로 한 스킨을 가지고 있다.
표준 배트모빌의 대체 디자인에는 1960년대 TV 시리즈 기반; 프로토타입 버전; 1970년대 배트맨 테마; 로빈 테마; 리들러 테마; 그리고 록스테디 테마가 포함된다. 새로 운전 가능한 배트모빌에는 1989년 영화, 텀블러, 1960년대 TV 시리즈, 배트맨 대 슈퍼맨: 저스티스의 시작, 그리고 오리지널 아캄 어사일럼 배트모빌이 포함된다. 이 배트모빌들은 탱크 모드가 없으며 모든 탱크가 제거되거나 특정 배트모빌 챌린지 맵에서만 메인 게임에서 사용할 수 있다. 디자인 면에서 1989년 영화와 1960년 TV 시리즈 배트모빌은 표준 아캄 나이트 배트모빌보다 더 길고 좁으며 핸들링이 더 좋다. 배트모빌 경주 트랙에는 배트맨과 배트맨 2를 기반으로 한 두 개; 다크 나이트를 기반으로 한 두 개; 1960년대 TV 시리즈를 기반으로 한 두 개; 그리고 두 개의 웨인테크 트랙이 포함된다.
2023년 10월, 에픽게임즈 스토어에서 출시된 게임에 더 배트맨의 로버트 패틴슨이 입었던 배트슈트가 포함되도록 업데이트되었지만, 곧바로 삭제되었다. 이 슈트는 12월 1일에 닌텐도 스위치에 독점 출시되었으며, 다른 플랫폼에는 12월 15일에 출시되었다.

## 관련 미디어

### 만화
2014년 12월, 피터 토마시가 쓰고 빅터 보그다노비치와 아트 시버트가 그림을 그리며 댄 파노시안이 표지를 그린 프리퀄 디지털-퍼스트 만화가 발표되었다. 이 만화는 아캄 시티 사건 이후의 이야기를 다루며 2015년 2월에 디지털로 출시되었고, 디지털 이슈들을 모은 첫 인쇄판은 2015년 3월에 출시되었다. 토마시는 이 만화가 "내용이 포함된 아크를 가지고 있지만, 게임 출시와 그 이후까지 이어지는 전반적인 스토리가 있다"고 말했다. 2015년 4월, 두 번째 만화인 배트맨: 아캄 나이트 – 제네시스가 아캄 나이트의 기원을 중심으로 발표되었다. 피터 토마시가 다시 쓰고 앨리슨 보르게스가 그림을 그린 6권짜리 월간 미니시리즈는 2015년 8월부터 출시되었다.

### 소설
만화 작가 마브 울프먼이 쓴 게임 소설판이 게임과 함께 출시되었다. 알렉스 어빈이 쓴 320페이지 분량의 프리퀄 소설인 배트맨: 아캄 나이트 – 리들러의 도박이 곧 출시되었는데, 이 소설은 조커의 죽음 이후 리들러가 고담 시티의 범죄 지하 세계를 장악하려 할 때 배트맨이 리들러와 벌이는 갈등에 초점을 맞춘다.

## 평가

### 평단의 평가
메타크리틱에 따르면, 배트맨: 아캄 나이트는 플레이스테이션 4와 엑스박스 원 버전에서는 비평가들로부터 "대체로 호의적인" 평가를 받았으며, PC 버전은 "복합적 또는 평균적인" 평가를 받았다.
IGN의 댄 스테이플턴은 이 게임에 9.2점 만점에 9.2점을 주며 그래픽, 게임플레이 다양성, 오픈 월드의 디테일, 성우 연기(특히 배트맨 역의 케빈 콘로이, 스케어크로우 역의 존 노블, 조커 역의 마크 해밀) 및 전투 및 프레데터 시스템의 전반적인 개선을 칭찬했다. 그는 배트모빌의 전투 모드를 "이상하고" "상상할 수 있는 가장 배트맨답지 않은 활동"이라고 비판했으며, 차량의 기본 조작을 관리하는 어려움도 지적했지만, 탱크 전투는 "정말 재미있다"고 칭찬했다. 폴리곤의 저스틴 맥엘로이는 이 게임에 10점 만점에 10점을 주며 이 게임이 "AAA 프랜차이즈의 네 번째 작품으로서 모든 조건을 충족한다"고 말했다. 그는 이 게임의 퍼즐의 독창성을 칭찬하며, 플레이어들이 시리즈의 이전 작품보다 훨씬 높은 수준으로 생각하게 만든다고 언급했으며, 이 게임을 "혁명적이라고 밖에 말할 수 없다"며 "이 콘솔 세대의 최고의 게임"이라고 불렀다. 토론토 선의 스티브 틸리는 이 게임을 "환상적이지만 다소 틀에 박힌" 게임이라고 평가했다. 그는 이 게임이 록스테디의 아캄 게임에 대한 만족스럽고 적절히 대규모적인 결론이라고 느꼈으며, 줄거리의 놀라움뿐만 아니라 그래픽, 전투, 배트모빌의 다양한 능력을 칭찬했다.
게임 인포머의 앤드류 라이너는 아캄 나이트에 9.5점 만점에 9.5점을 주며, "줄거리의 모든 반전의 어머니"가 있는 "줄거리의 거물"이라고 불렀다. 그는 이 게임의 고담 시티를 "배트맨을 위한 아름답게 구현된 놀이터"라고 묘사하며, 독특한 자치구들을 강조했고, 배트모빌이 대포로 "만족스러운 강력함"을 선사하며, 리들러 경주 트랙과 게임 다양성에 대한 추가적인 칭찬을 덧붙였다. 그는 그러나 전투가 이전 게임보다 다소 쉽다고 느꼈다. VideoGamer.com의 사이먼 밀러는 이 게임에 10점 만점에 10점을 주며 "지금까지 만들어진 최고의 배트맨 게임이자 그 자체로 고전"이자 "걸작"이라고 불렀다. 완벽한 점수에도 불구하고, 밀러는 배트모빌을 게임의 단점 중 하나로 언급했지만, 도시의 거리를 차량으로 질주할 때 느껴지는 "아드레날린의 폭주"를 칭찬했다.
유로게이머의 댄 화이트헤드는 이 게임을 추천하며 오픈 월드의 세부 사항과 배트맨의 캐릭터화를 높이 평가했지만, 배트모빌의 전투 모드 기능이 게임의 약한 측면 중 하나라고 다시 비판했다. GamesTM은 아캄 나이트에 10점 만점에 9점을 주며, 조커의 존재 없이 게임이 기능한다는 점과 스토리의 친밀하고 매력적인, 서사시적 스케일을 칭찬했다. 배트모빌 게임플레이는 "스릴 넘치지만" 게임의 "가장 몰입감이 떨어지는" 부분으로 묘사되었다. "듀얼 플레이" 요소 또한 리들러 챌린지와 관련된 점과 더불어 게임의 가장 좋은 측면으로 극찬받았다. 반대로 디스트럭토이드의 크리스 카터는 리들러 챌린지와 게임의 완전한 엔딩을 위한 그들의 요구 사항에 대해 강하게 비판했는데, 많은 것이 "지루하고" 다른 것들은 깨뜨릴 수 있는 물체와 같은 실제 수수께끼와는 거리가 멀다고 지적했다. 그는 직관에 따라 진행되는 퍼즐이 미션의 더 좋은 요소라고 느꼈다.
게임스팟의 케빈 반 오드는 이 게임에 10점 만점에 7점을 주며, 게임의 "엄청난" 다양성, 이전 게임 요소의 개선, 게임 퍼즐의 영리함, 그리고 "듀얼 플레이" 메커니즘을 칭찬했다. 반 오드는 배트모빌의 전투 모드와 관련된 부분에 대해 긍정적으로 반응하며 "즐거움"이라고 불렀고, 차량의 운전을 "매끄럽고 만족스럽다"고 말했다. 그러나 반 오드는 게임의 일부 논리에 결함이 있다고 생각했는데, 특히 배트맨의 불살 원칙과 배트모빌의 상당한 파괴 성향 간의 충돌을 지적했다. 그는 또한 스토리의 주제적 요소와 반복되는 은유가 지루할 정도로 반복된다는 점을 언급하며, "어설픈 스토리텔링"이라고 말하고 게임 전체를 "세상이 허락하는 만큼만 좋다"고 묘사했다. GamesRadar의 샘 로버츠는 이 게임의 만족스러운 영화적 가치를 언급했으며, 특히 배트맨: 애니메이션 시리즈를 연상시키는 순간들을 언급했다. 그러나 로버츠는 몇 가지 비판을 제기했는데, 배트모빌의 일부 추가 사항을 "실수"라고 부르며 "혼합된 문제"라고 평가했다. 캠페인은 "전반적으로 엉성한 스토리텔링, 때로는 과장된 대화, 설득력 없는 주요 악당 듀오"로 가득 차 있다고 묘사되었다. 로버츠는 "화려한" 오픈 월드와 사이드 미션이 "거의 보편적으로 환상적"이라고 칭찬했으며, 특히 파이어플라이 미션 등을 비판했다. 리들러의 배트모빌 경주 트랙은 "말도 안 되게 우스꽝스럽다"고 여겨졌지만, 그는 여전히 캐릭터가 스토리에 더 많이 관여한 점을 칭찬했다.
배트맨: 아캄 나이트에서 아캄 나이트의 정체가 드러나는 것은 비평가들로부터 엇갈린 평가를 받았다. 스테이플턴과 게임스레이더의 샘 로버츠는 록스테디가 아캄 나이트를 오리지널 캐릭터로 마케팅한 것에 대해 문제를 제기했는데, 이는 그 이름 뒤에 있는 캐릭터가 오리지널이 아니기 때문이다. 스테이플턴은 문제점이 캐릭터에 대한 마케팅이 그의 정체성에 대한 "큰 미스터리"를 암시했지만, "어느 정도 지식이 있는 배트맨 팬이라면 합리적으로" 그 정체를 추론할 수 있었다는 점이라고 느꼈다: "우리 모두는 이미 아캄 나이트가 누구인지 알고 있었다. 우리는 단지 약속받은 오리지널 스토리가 아니기를 바랐을 뿐이다." 게임스레이더는 고문 플래시백 장면과 레드 후드 DLC가 반전을 매우 예측 가능하게 만들었다고 언급했다. 게임 인포머의 앤드류 라이너와 Videogamer.com의 샘 밀러를 포함한 다른 매체들은 캐릭터를 둘러싼 미스터리와 토드로서의 그의 정체성 최종 공개가 만족스럽다고 평가했다.

### DLC 평가
카터는 할리 퀸과 레드 후드 스토리 팩에 대해 비판적이었는데, 둘 다 원래 사전 주문 보너스였으나 나중에 유료 DLC로 출시되었다. 카터는 두 팩 모두 "고통스러울" 정도로 짧고 "혐오스러울" 정도로 짧다고 평했으며, 할리 팩은 약 30분, 레드 후드 팩은 약 10분 정도였다. 그는 다운로드 가능한 콘텐츠에서 더 많은 것을 기대했고, 추가 "아캄 스토리"에 더 많은 콘텐츠가 포함되기를 바랐다고 덧붙였다.
배트걸: 가족의 문제 스토리 팩에 대해 스테이플턴은 혼합적인 반응을 보이며 DLC에 10점 만점에 6.3점을 주었다. 그는 테마파크 배경의 독특한 디자인과 분위기를 칭찬했으며, 스토리, 전투의 다양성, 배트걸의 캐릭터 디자인, 그리고 조커 역의 마크 해밀의 연기에 대해 긍정적인 평가를 내렸다. 그러나 주요 우려 사항은 캠페인의 짧은 길이와 맵 주변에서 찾을 수 있는 비교적 단순한 수집품 외에 다시 플레이할 가치가 없다는 점이었다. 그는 또한 "더 나쁜 것은 배트걸로 플레이할 수 있는 새로운 AR 챌린지 맵이 없다는 것이다. 이는 그녀의 멋진 캐릭터 모델이 이 단일 스토리 콘텐츠에 갇혀 있다는 것을 의미한다. 아캄 나이트가 챌린지 맵 부문에서 상당히 인색하다는 점을 고려하면, 이는 또 다른 큰 기회 상실이다"라고 덧붙였다. 라이너는 이 팩이 아캄 스토리를 즐기는 플레이어에게만 가치가 있을 것이라고 말하며, "개발사 WB 몬트리올은 조커의 부하들에게 공포를 줄 수 있고 자원이 풍부하며 유능한 배트걸의 훌륭하게 구현된 버전을 만들었다는 점에서 칭찬받을 만하지만, 그녀가 착수하는 임무는 창의성이 부족하고 아캄 시리즈 최악의 작품 중 하나이다"라고 말했다. 그러나 그는 스토리의 배경이 되는 유원지를 건설한 에드워드 버크와 관련된 사이드 스토리를 "뒤틀리고 어둡다"고 부르며 "시리즈의 주요 인물 중 한 명에 대한 새로운 통찰력을 제공한다"고 칭찬했다.
유로게이머의 아오이페 윌슨은 배트걸의 캐릭터 묘사에 비판적이었는데, 그녀를 "솔직히 말해서 젊은 활기보다는 가족 관계에 초점을 맞춘, 평범하고 꾸밈없는 캐릭터 해석"이라고 불렀다. 윌슨은 또한 배트걸의 해킹 능력에 대한 강조가 아캄 나이트의 원격 해킹 환경 퍼즐의 단순한 확장에 불과하다는 점을 한탄했다. 그녀는 추가 챌린지 맵의 부족이 배트걸 캐릭터 모델을 DLC에만 한정시킨다는 점에서 스테이플턴과 비슷한 말을 했다. 윌슨은 생산 가치가 증가하고 새로운 장치와 게임 플레이 다양성이 실제로 도입되지 않는 한, 향후 시즌 패스 DLC가 구매할 가치가 있을지 의심스러웠다. 카터는 DLC에 10점 만점에 6.5점을 주며, 아캄 나이트의 "좋은 부분"에만 국한되고, 특히 배트모빌이 없고 퍼즐 해결에 중점을 두는 점에 대해 긍정적으로 반응했다. 그는 또한 이전에 부정적인 평가를 내렸던 할리 퀸과 레드 후드 스토리 팩과 비교하여 호의적으로 평가했다. 스테이플턴과는 대조적으로, 카터는 환경이 특히 기억에 남는 것이 많지 않다고 느꼈고, 길이도 게임의 이전 스토리 팩에 비해 충분하다고 느꼈다. 카터는 다운로드 가능한 캐릭터를 포함하는 자유 로밍 옵션이 게임에 도움이 될 것이라고 지적했다. 한편, 포브스의 에릭 케인은 캠페인의 짧고 "직설적"이며 "부족한" 점을 지적하며 DLC가 무료로 제공되었어야 한다고 느꼈다. 그는 또한 워너 브라더스의 아캄 나이트 및 DLC 마케팅 캠페인을 비판하며, 지속적으로 고객에게 평범한 콘텐츠에 대해 비용을 청구하기 위해 양보다 질을 희생했다고 언급했다.
카터는 "악명 높은 시즌" 콘텐츠에 10점 만점에 7.5점을 주었다. 그는 매드 해터 미션이 "가장 약한 고리"였다고 말하며, "깔끔한 개념이지만 너무 짧아서 소화할 시간이 거의 없었다"고 덧붙였다. 킬러 크록 미션에 대해 카터는 킬러 크록이 일반적으로 "단차원적인" 적수로 묘사되기 때문에 "예측 가능한 스토리라인"이었다고 말했지만, "대부분이 재사용된 환경으로 구성되어 있지 않고, 나이트윙과의 짧은 재회가 있어서 매드 해터 부분보다 더 잘 작동한다." 미스터 프리즈 미션에 대해 카터는 프리즈와 그의 아내 노라의 관계에 대한 탐구가 "설득력 있다"고 말했으며, 프레데터 챌린지가 포함된 유일한 "악명 높은 시즌" 미션이라는 점을 즐겼다. 또한 그는 배트모빌 시퀀스가 "캠페인에 있는 대부분의 시퀀스보다 존재해야 할 이유가 더 많았다"고 덧붙였다. 마지막으로 카터는 라스 알 굴 미션을 "팩의 또 다른 하이라이트"라고 불렀으며, 미션이 끝에 플레이어에게 제공한 선택이 "매우 흥미로웠다"고 느꼈다. 그는 또한 엘리엇 종합 병원 설정이 허쉬의 가족 유산을 강조하는 좋은 방법이었다고 덧붙였다. "그의 [메인 게임에서의] 역할은 극도로 실망스러웠기 때문이다."

### 윈도우 버전 문제
이 게임의 윈도우 버전은 더 엇갈린 평가를 받았는데, 주로 게임 출시 당시 존재했던 기술적인 문제에 대한 비판이 많았고, 결국 판매가 중단되는 사태에 이르렀다. 2015년 6월 23일, 아캄 나이트 출시 당일, 수천 명의 사용자가 윈도우 버전 게임에서 심각한 기술적 결함과 성능 문제를 보고했으며, 일부는 게임 개발의 최적화 단계가 생략된 것 같다고 말했다. 스팀 사용자들은 즉시 게임 성능에 대한 혹평을 쏟아냈는데, 프레임 레이트가 초당 30프레임으로 고정되어 있다는 보고(잠재적 부작용은 있지만 올릴 수 있었음)와 활공하거나 배트모빌을 사용할 때 초당 10프레임까지 떨어지는 현상이 보고되었다.
당시 고성능 그래픽 카드였던 엔비디아의 지포스 GTX 970조차 게임을 제대로 처리하지 못했으며, 사용자들은 잦은 프레임 레이트 저하와 끊김 현상을 보고했다. 엔비디아와 AMD는 성능 문제를 해결하기 위해 게임에 최적화된 새로운 장치 드라이버를 출시했으며, 스팀은 다운로드를 "강력히 권장"했다. 개발사 록스테디는 문제점을 인지하고 있으며, 아이언 갤럭시 스튜디오와 "긴밀하게 협력"하여 해결하고 있다고 밝혔다.
2015년 6월 24일, 워너 브라더스 인터랙티브 엔터테인먼트는 회사 품질 표준을 충족하기 위해 성능 문제를 해결하는 데 주력하기 위해 아캄 나이트의 윈도우 버전 판매를 중단한다고 발표했다. 또한 이미 게임을 구매한 모든 사용자에게 환불을 제공했다. 사흘 후, 일부 충돌 문제를 해결하는 패치가 출시되었다. 록스테디는 프레임 레이트 문제, 낮은 해상도 텍스처, 전반적인 성능 문제 등 수정이 필요한 다른 문제에 계속 집중하고 있다고 언급했다. 2015년 7월 초, Kotaku는 워너 브라더스가 윈도우 버전의 문제점을 알고 있었으며, 그들의 소식통은 "고객을 미친듯이 괴롭히기 위해서가 아니라, 충분히 좋다고 믿었기 때문에" 게임을 그대로 출시하기로 결정했다고 밝혔다. Kotaku 오스트레일리아는 또한 문제가 최소한 2015년 9월까지는 해결되지 않을 것이며, 모든 재고 소매 버전이 회수되고 있다고 보도했다. 7월 중순까지 워너 브라더스는 "기존 플레이어를 위한 임시 패치 업데이트를 8월에 출시할 계획"이라고 발표했다.
2015년 8월 21일, 워너 브라더스는 첫 번째 임시 패치가 테스트 중이며, "몇 주 내에 패치를 출시하기를 희망한다"고 밝혔다. 이 패치는 프레임 레이트 끊김 현상, 그래픽 카드 최적화, 최대 초당 프레임 수를 30, 60, 90으로 변경하는 기능, 모션 블러, 필름 그레인, 색수차에 대한 추가 세분화 설정, 더 많은 텍스처 옵션 및 기타 설정, 그리고 기계식 하드 드라이브와 솔리드 스테이트 드라이브에서 게임이 실행될 때의 문제점을 해결한다. 후순위로 다루어질 예정인 사항에는 사진 모드와 다운로드 콘텐츠가 포함된다. 이 패치는 2015년 9월 4일에 출시되었다. 록스테디와 워너 브라더스는 이 게임이 2015년 10월 28일에 다시 판매될 것이며, 이와 함께 이전에 출시된 모든 DLC 및 콘텐츠 업데이트(콘솔 독점 제외)를 포함하도록 게임을 업데이트하는 패치도 출시될 것이라고 발표했다. 게임이 다시 판매된 후에도 여전히 남아있는 기술적 문제로 인해 비판을 받았으며, 결국 워너 브라더스는 게임을 소유한 기간에 관계없이 2015년 말까지 게임 및 시즌 패스에 대한 전액 환불을 제공했다. 워너 브라더스는 또한 게임을 유지하기로 선택한 사용자들을 위해 윈도우 버전의 문제를 계속 해결할 것이라고 밝혔다. PC 게이머는 최근 몇 년간 가장 문제가 많았던 PC 출시 중 하나로 이 게임을 꼽았지만, 패치 이후 개선이 있었다고 언급했다.

### 닌텐도 스위치 버전 문제
마찬가지로 Turn Me Up Games가 이식한 닌텐도 스위치 버전의 게임은 그래픽 저하와 낮은 기술적 성능으로 비판을 받았다. 보고된 문제점으로는 게임 완료를 불가능하게 만드는 다양한 게임 플레이 글리치, 일관적으로 초당 30프레임 이하로 떨어지는 프레임 속도, 그리고 배트맨이 게임 세계를 횡단할 때 발생하는 심각하고 지속적인 끊김 현상(특히 배트모빌을 고속으로 운전할 때 두드러짐) 등이 있다. 닌텐도 라이프의 PJ O'Reilly는 이식판에 10점 만점에 3점을 주며 "끔찍하고" "콘솔에서 지금까지 경험한 최악의 이식판 중 하나"라고 평했다. 디지털 파운드리의 Oliver Mackenzie는 이식판을 검토하면서 자산 및 게임 세계 스트리밍 문제를 언급하며 "합법적으로 플레이하기 상당히 어렵고" "고통스럽다"고 말했으며, 배트맨이 "프레임 속도가 떨어질 때마다 순간적으로 뒤로 튕기는" 현상이 나타나 다양한 오래된 멀티플레이어 타이틀에서 발견되는 고무줄 현상과 유사하다고 설명했다. 플레이어들은 또한 게임을 완료하고 비밀 엔딩을 잠금 해제하는 데 필요한 게임의 선택적 수집품인 리들러 트로피를 모두 얻을 수 없었다고 언급했다. 성능 문제와 게임 완료를 방해하는 버그를 해결하기 위한 게임 패치는 2024년 2월에 출시되었지만, 리들러 엔딩 컷씬이 여전히 소프트웨어 충돌을 유발하여 게임을 완전히 클리어할 수 없는 상태로 남아있다.

### 판매
배트맨: 아캄 나이트는 2015년 6월 가장 많이 팔린 게임이었고, 이전에 더 위쳐 3: 와일드 헌트가 가지고 있던 기록을 깨고 2015년 가장 빨리 팔린 게임이 되었다. 또한 모탈 컴뱃 X에 이어 2015년 두 번째로 많이 팔린 게임이자 아캄 프랜차이즈에서 가장 빨리 팔린 게임이었다. 플레이스테이션 4 판매량은 NPD 그룹이 산업을 추적하기 시작한 이래 모든 배트맨 게임 중 단일 SKU에서 가장 높은 판매량을 기록했다. 2015년 10월까지 이 게임은 전 세계적으로 500만 장 이상 판매되었다. 영국에서 2015년 베스트셀러 6위를 차지했다.

### 수상
배트맨: 아캄 나이트는 2014년 6월 E3 2014에서 게임 인포머가 선정한 최고의 액션 게임상을 수상했다. 또한 IGN의 E3 2014 시상식에서 최고의 엑스박스 원 게임으로 선정되었으며, 올해의 게임과 최고의 플레이스테이션 4 게임 부문에서 준우승을 차지했다. 2014년 게임 비평가상은 아캄 나이트를 최고의 액션/어드벤처 게임으로 선정했으며, 올해의 게임 및 최고의 콘솔 게임 부문 후보에 올랐다. 2014 골든 조이스틱 어워즈에서 아캄 나이트는 가장 기대되는 게임으로 지명되었다. 2014년 12월, 영국 출판사 MCV는 아캄 나이트가 헤일로 5: 가디언즈, 이볼브, 디 오더: 1886, 언차티드 4: 해적왕과 최후의 보물을 제치고 이 지역 소매상들에게 가장 기대되는 타이틀이라고 보도했다. 이 게임은 또한 Play Legit의 2014년 최고상 시상식에서 올해의 트레일러("아버지에서 아들로") 부문에서 수상했다. 플레이스테이션 라이프스타일, 디 이스케이피스트, 게임스팟은 이 게임을 E3 최고 수상작으로 선정했다. 플레이스테이션.블로그 2014년 올해의 게임 시상식에서 이 게임은 편집자 선정 가장 기대되는 2015년 게임으로 선정되었다. XBA의 올해의 게임 시상식에서 이 게임은 올해의 베스트 루커와 올해의 베스트 액션 타이틀 부문에서 수상했다. 플레이스테이션 유니버스(PlayStation Universe)는 이 게임을 E3에서 최고의 액션 게임과 최고의 게임으로 선정했다. 게임랜트는 이 게임을 2015년 여름 가장 흥미로운 게임으로 선정했다.
이 게임은 2015년 최고의 비디오 게임 목록에 여러 개 포함되었는데, 다음과 같다: TheXboxHub 및 VideoGamer (1위); 엔터테인먼트 위클리 (2위); 슬랜트 매거진 (3위); 엠파이어와 매셔블 (4위); 데일리 미러, CNET, 및 게임리액터 (6위); GamesRadar+ 및 스크린 랜트 (8위); 및 유로게이머 (9위). 배트맨: 아캄 나이트는 타임, 더 버지, 포브스, 데일리 텔레그래프, 게임 인포머, 테크레이더 및 데일리 뉴스 (뉴욕)의 순위 없는 목록에도 포함되었다. IGN은 이 게임을 "2015년 최고의 평가를 받은 게임"에 포함시켰다.
여러 국제 비디오 게임 웹사이트와 잡지들은 아캄 나이트를 올해의 게임으로 선정했으며 최고의 액션/어드벤처 게임으로도 선정되었다.
2015년, 이 게임은 골든 조이스틱 어워즈에서 올해의 스토리텔링, 최고의 시각 디자인, 최고의 오디오, 조커의 귀환으로 최고의 게임 순간, 올해의 게임을 포함한 5개 부문 후보에 올랐다. 마크 해밀 또한 조커 성우 연기로 올해의 퍼포먼스 부문 후보에 올랐다. 이 게임은 또한 더 게임 어워즈 2015에서 최고의 아트 디렉션과 최고의 액션/어드벤처 게임을 포함한 2개 부문 후보에 올랐으며, 해밀은 조커 성우 연기로 최고의 퍼포먼스 부문 후보에 올랐다. BIU 판매 시상식에서 이 게임은 한 플랫폼(PS4 버전)에서 10만 장 이상 판매되어 골드 상을 수상했다. 푸시 스퀘어, Everyeye.it 및 Areajugones는 이 게임을 2015년 6월의 게임으로 선정했다. 데일리 텔레그래프 게임 어워즈 2015에서 마크 해밀의 연기는 최고의 연기 부문에서 준우승을 차지했다. CGMagazine의 2015년 올해의 게임 시상식에서 이 게임은 올해의 액션 게임으로 선정되었다. 게임스팟의 2015년 특별 성과 시상식에서 이 게임은 콘솔에서 실제로 더 나은 멀티플랫폼 게임으로 선정되었다. 웨비상에서 이 게임은 2015년 명예상(일반 웹사이트 게임 관련) 부문에서 수상했다. 이 게임은 또한 Cody Awards 2015에서 올해의 게임, 올해의 스튜디오, 최고의 그래픽, 최고의 액션-어드벤처 게임 등 4개 부문 후보에 올랐다. 디지털 스파이 독자상 2015에서 이 게임은 최고의 영웅(배트맨) 부문에서 수상했으며, 최고의 게임 부문 후보에 올랐다. 같은 해, 이 게임은 골든 트레일러 어워즈 2015에서 최고의 비디오 게임 트레일러("고담은 내 것") 부문에서 수상했다. 제5회 펀 & 시리어스 게임 페스티벌에서 이 게임은 스페인어 최고의 연기(클라우디오 세라노, 배트맨/브루스 웨인 역) 부문에서 수상했다. 제16회 이탈리아 성우 페스티벌(Voci nell'Ombra)에서 이 게임은 최고의 비디오 게임 보이스(마르코 발자로티, 배트맨/브루스 웨인 역) 부문에서 수상했다. VMAG 어워즈 2015에서 이 게임은 최고의 연기(조커 역의 마크 해밀)와 최고의 아트 디렉션 부문에서 수상했다.
2016년, 제12회 영국 아카데미 게임 시상식에서 배트맨: 아캄 나이트는 최고의 영국 게임으로 선정되었으며, 예술적 성취, 오디오 성취, 음악, 퍼포머(마크 해밀) 부문에도 후보에 올랐다. IGN Middle East 편집자 선정 - 올해의 게임상 2015와 IGN Middle East 대중의 선택 - 올해의 게임상 2015는 모두 이 게임을 최고의 액션-어드벤처 게임으로 선정했다. IGN의 2015년 최고상에서 이 게임은 대중의 선택 최고의 액션-어드벤처 게임으로 수상했으며 엑스박스 원 올해의 게임, 기술적 우수성, 최고의 연기 부문 후보에 올랐다. 이 게임은 또한 IGN AU 셀렉트 어워즈에서 최고의 스토리텔링 부문에서 준우승을 차지했다. Warped Zoned의 2015 골든 픽셀 어워즈에서 이 게임은 최고의 3부작 마무리작으로 그레이트 스콧 상을 수상했다.
제21회 엠파이어 어워드는 배트맨: 아캄 나이트를 최고의 게임으로 선정했다. 오피셜 엑스박스 매거진 올해의 게임상 2015에서 이 게임은 최고의 아트 디자인과 최고의 게임 순간(조커가 연기한 "Look Who's Laughing Now" 노래) 부문에서 수상했으며, 최고의 사운드 디자인 부문에서 준우승을 차지했다. 게임 인포머의 2015년 액션 게임 올해의 게임상에서 이 게임은 최고의 스토리 부문에서 수상했다. 제15회 국립 비디오 게임 무역 평론가 협회는 이 게임을 올해의 게임을 포함한 9개 부문 후보로 지명했으며, 마크 해밀의 조커 연기는 드라마 조연 부문에서 수상했다. 더 스트레이츠 타임스 디지털 어워즈는 이 게임을 액션 어드벤처 게임 부문에서 수상했다. Play Legit Best of 2015 Awards에서 이 게임은 최고의 액션 어드벤처, 최고의 그래픽, 최고의 배우(케빈 콘로이) 부문에서 수상했다. 이 게임은 또한 2016년 SXSW 게임 어워즈에서 수렴 우수성 부문에서 수상했으며 TIGA 어워즈에서 오디오 디자인 부문에서 수상했다. 이탈리아 비디오 게임 어워즈에서 이 게임은 또한 최고의 액션-어드벤처 게임으로 수상했다. 2016년 디벨롭 어워즈에서 록스테디 스튜디오는 인하우스 스튜디오 부문에서 수상했다. Gaming Debugged의 게임 어워즈는 이 게임을 라이선스 활용 부문에서 최고로 선정했다. XGN, Millenium, PressFire 및 IMGMR 또한 그들의 게임 어워즈에서 이 게임을 최고의 액션/어드벤처 게임으로 선정했다. 플레이스테이션 비트 어워즈 2015에서 이 게임은 최고의 게임 플레이와 최고의 조연 캐릭터(조커) 부문에서 수상했다. 플레이스테이션.블로그 2015년 올해의 게임상에서 이 게임은 최고의 스토리 부문에서 명예상을 받았다. Kidzworld의 올해의 비디오 게임상에서 이 게임은 올해의 최고의 그래픽 부문에서 수상했다. 이 게임은 또한 제19회 연례 D.I.C.E. 어워즈에서 3개 부문(올해의 어드벤처 게임, 애니메이션 부문 뛰어난 성과, 오리지널 음악 작곡 부문 뛰어난 성과)에 후보로 올랐다. 같은 해, 이 게임은 제31회 연례 NAMM TEC 어워즈에서 인터랙티브 엔터테인먼트 사운드 프로덕션 부문에서 수상했으며 피플스 초이스상에서 가장 좋아하는 비디오 게임 부문 후보에 올랐다. 연례 게임 음악 시상식 2015에서 이 게임은 영화 음악 부문 뛰어난 성과 부문에서 준우승을 차지했으며, 음성 대화 부문 뛰어난 성과 부문 후보에 올랐다.
2016년, WhatCulture는 이 게임을 역대 최고의 오픈 월드 게임 20위 목록에서 7위에 올렸다.
2017년, 에지는 이 게임을 역대 최고의 게임 100위 목록에서 66위에 올렸다. 매셔블, 포브스, 그리고 버즈피드는 이 게임을 2010년대 최고의 비디오 게임 중 하나로 선정했다.
2020년, 더 링어는 이 게임을 PS4/엑스박스 원 세대 최고의 게임 25위 목록에서 19위에 올렸다.
2022년, USA 투데이는 이 게임을 역대 최고의 비디오 게임 100위 목록에서 85위에 올렸다.
2023년, 게임랜트는 이 게임을 역대 가장 잘 만들어진 오픈 월드 게임 10위 목록에서 8위에 올렸다.
| 연도 | 상                                                       | 부문                                               | 수상자                                    | 결과 | Ref.            |
| ---- | -------------------------------------------------------- | -------------------------------------------------- | ----------------------------------------- | ---- | --------------- |
| 2014 | 게임 비평가상                                            | 올해의 게임                                        | 배트맨: 아캄 나이트                       | 후보 | [ 314 ]         |
| 2014 | 게임 비평가상                                            | 최고의 콘솔 게임                                   | 배트맨: 아캄 나이트                       | 후보 | [ 314 ]         |
| 2014 | 게임 비평가상                                            | 최고의 액션/어드벤처 게임                          | 배트맨: 아캄 나이트                       | 수상 | [ 315 ]         |
| 2014 | 골든 조이스틱 어워즈 2014                                | 가장 기대되는 게임                                 | 배트맨: 아캄 나이트                       | 후보 | [ 316 ]         |
| 2014 | 더 게임 어워즈 2014                                      | 가장 기대되는 게임                                 | 배트맨: 아캄 나이트                       | 후보 | [ 317 ]         |
| 2014 | Play Legit's Best of 2014 Winners                        | 올해의 트레일러 (아버지에서 아들로)                | 배트맨: 아캄 나이트                       | 수상 | [ 318 ]         |
| 2015 | 제33회 골든 조이스틱 어워즈                              | 최고의 스토리텔링                                  | 배트맨: 아캄 나이트                       | 후보 | [ 256 ]         |
| 2015 | 제33회 골든 조이스틱 어워즈                              | 최고의 시각 디자인                                 | 배트맨: 아캄 나이트                       | 후보 | [ 256 ]         |
| 2015 | 제33회 골든 조이스틱 어워즈                              | 최고의 오디오                                      | 배트맨: 아캄 나이트                       | 후보 | [ 256 ]         |
| 2015 | 제33회 골든 조이스틱 어워즈                              | 최고의 게임 순간 – 조커의 "귀환"                   | 배트맨: 아캄 나이트                       | 후보 | [ 256 ]         |
| 2015 | 제33회 골든 조이스틱 어워즈                              | 올해의 게임                                        | 배트맨: 아캄 나이트                       | 후보 | [ 256 ]         |
| 2015 | 제33회 골든 조이스틱 어워즈                              | 올해의 연기                                        | 조커 역의 마크 해밀                       | 후보 | [ 256 ]         |
| 2015 | 웨비상                                                   | 2015 명예상 (일반 웹사이트 게임 관련)              | 배트맨: 아캄 나이트                       | 수상 | [ 265 ]         |
| 2015 | 더 게임 어워즈 2015                                      | 최고의 아트 디렉션                                 | 배트맨: 아캄 나이트                       | 후보 | [ 257 ]         |
| 2015 | 더 게임 어워즈 2015                                      | 최고의 연기                                        | 조커 역의 마크 해밀                       | 후보 | [ 257 ]         |
| 2015 | 더 게임 어워즈 2015                                      | 최고의 액션/어드벤처 게임                          | 배트맨: 아캄 나이트                       | 후보 | [ 257 ]         |
| 2015 | Festival del doppiaggio Voci nell'Ombra                  | 비디오 게임상 – 최고의 목소리 (이탈리아어)         | 배트맨/브루스 웨인 역의 마르코 발자로티   | 수상 | [ 319 ]         |
| 2015 | 펀 & 시리어스 게임 페스티벌                              | 최고의 성우 연기 (스페인어)                        | 배트맨/브루스 웨인 역의 클라우디오 세라노 | 수상 | [ 320 ]         |
| 2015 | 골든 트레일러 어워즈                                     | 최고의 비디오 게임 트레일러 (고담은 내 것)         | 배트맨: 아캄 나이트                       | 수상 | [ 321 ]         |
| 2015 | 캐나다 비디오 게임 어워즈 2015                           | 최고의 국제 게임                                   | 배트맨: 아캄 나이트                       | 후보 | [ 322 ]         |
| 2016 | IGN 어워즈 2015                                          | 대중의 선택 최고의 액션-어드벤처 게임              | 배트맨: 아캄 나이트                       | 수상 | [ 323 ]         |
| 2016 | IGN 어워즈 2015                                          | 엑스박스 원 올해의 게임                            | 배트맨: 아캄 나이트                       | 후보 | [ 323 ]         |
| 2016 | IGN 어워즈 2015                                          | 기술적 우수성                                      | 배트맨: 아캄 나이트                       | 후보 | [ 323 ]         |
| 2016 | IGN 어워즈 2015                                          | 최고의 연기                                        | 배트맨: 아캄 나이트                       | 후보 | [ 323 ]         |
| 2016 | 제19회 연례 D.I.C.E. 어워즈                              | 올해의 어드벤처 게임                               | 배트맨: 아캄 나이트                       | 후보 | [ 324 ]         |
| 2016 | 제19회 연례 D.I.C.E. 어워즈                              | 애니메이션 부문 뛰어난 성과                        | 배트맨: 아캄 나이트                       | 후보 | [ 324 ]         |
| 2016 | 제19회 연례 D.I.C.E. 어워즈                              | 오리지널 음악 작곡 부문 뛰어난 성과                | 배트맨: 아캄 나이트                       | 후보 | [ 324 ]         |
| 2016 | 2016 SXSW 게임 어워즈                                    | 애니메이션 우수성                                  | 배트맨: 아캄 나이트                       | 후보 | [ 325 ]         |
| 2016 | 2016 SXSW 게임 어워즈                                    | 수렴 우수성                                        | 배트맨: 아캄 나이트                       | 수상 | [ 325 ]         |
| 2016 | 디벨롭 어워즈 2016                                       | 인하우스 스튜디오                                  | 록스테디 스튜디오                         | 수상 | [ 292 ] [ 326 ] |
| 2016 | 디벨롭 어워즈 2016                                       | 라이선스 또는 IP 활용                              | 배트맨: 아캄 나이트                       | 후보 | [ 292 ] [ 326 ] |
| 2016 | 제15회 국립 비디오 게임 무역 평론가 협회 (NAVGTR) 어워즈 | 올해의 게임                                        | 배트맨: 아캄 나이트                       | 후보 | [ 327 ]         |
| 2016 | 제15회 국립 비디오 게임 무역 평론가 협회 (NAVGTR) 어워즈 | 아트 디렉션, 현대                                  | 배트맨: 아캄 나이트                       | 후보 | [ 327 ]         |
| 2016 | 제15회 국립 비디오 게임 무역 평론가 협회 (NAVGTR) 어워즈 | 게임 엔진 카메라 디렉션                            | 배트맨: 아캄 나이트                       | 후보 | [ 327 ]         |
| 2016 | 제15회 국립 비디오 게임 무역 평론가 협회 (NAVGTR) 어워즈 | 캐릭터 디자인                                      | 배트맨: 아캄 나이트                       | 후보 | [ 327 ]         |
| 2016 | 제15회 국립 비디오 게임 무역 평론가 협회 (NAVGTR) 어워즈 | 제어 정밀도                                        | 배트맨: 아캄 나이트                       | 후보 | [ 327 ]         |
| 2016 | 제15회 국립 비디오 게임 무역 평론가 협회 (NAVGTR) 어워즈 | 조명/텍스처링                                      | 배트맨: 아캄 나이트                       | 후보 | [ 327 ]         |
| 2016 | 제15회 국립 비디오 게임 무역 평론가 협회 (NAVGTR) 어워즈 | 드라마 조연 연기                                   | 스케어크로우 역의 존 노블                 | 후보 | [ 327 ]         |
| 2016 | 제15회 국립 비디오 게임 무역 평론가 협회 (NAVGTR) 어워즈 | 드라마 조연 연기                                   | 조커 역의 마크 해밀                       | 수상 | [ 327 ]         |
| 2016 | 제15회 국립 비디오 게임 무역 평론가 협회 (NAVGTR) 어워즈 | 프랜차이즈 액션 게임                               | 배트맨: 아캄 나이트                       | 후보 | [ 327 ]         |
| 2016 | 제12회 영국 아카데미 게임 시상식                         | 예술적 성취                                        | 배트맨: 아캄 나이트                       | 후보 | [ 328 ]         |
| 2016 | 제12회 영국 아카데미 게임 시상식                         | 오디오 성취                                        | 배트맨: 아캄 나이트                       | 후보 | [ 328 ]         |
| 2016 | 제12회 영국 아카데미 게임 시상식                         | 영국 게임                                          | 배트맨: 아캄 나이트                       | 수상 | [ 328 ]         |
| 2016 | 제12회 영국 아카데미 게임 시상식                         | 음악                                               | 배트맨: 아캄 나이트                       | 후보 | [ 328 ]         |
| 2016 | 제12회 영국 아카데미 게임 시상식                         | 연기자                                             | 조커 역의 마크 해밀                       | 후보 | [ 328 ]         |
| 2016 | 제21회 엠파이어 어워드                                   | 최고의 비디오 게임                                 | 배트맨: 아캄 나이트                       | 수상 | [ 283 ]         |
| 2016 | 골든 릴 어워즈                                           | 최고의 사운드 편집: 컴퓨터 인터랙티브 엔터테인먼트 | 앤드류 라일리                             | 후보 | [ 329 ]         |
| 2016 | TIGA 어워즈                                              | 액션 & 어드벤처 게임                               | 배트맨: 아캄 나이트                       | 후보 | [ 330 ]         |
| 2016 | TIGA 어워즈                                              | 오디오 디자인                                      | 배트맨: 아캄 나이트                       | 수상 | [ 330 ]         |
| 2016 | TIGA 어워즈                                              | 시각 디자인                                        | 배트맨: 아캄 나이트                       | 후보 | [ 330 ]         |
| 2016 | 제31회 연례 NAMM TEC 어워즈                              | 인터랙티브 엔터테인먼트 사운드 프로덕션            | 배트맨: 아캄 나이트                       | 수상 | [ 303 ]         |
| 2016 | 이탈리아 비디오 게임 어워즈 (Drago d'Oro)                | 최고의 액션-어드벤처 게임                          | 배트맨: 아캄 나이트                       | 수상 | [ 331 ]         |
| 2016 | Play Legit's Best of 2015 Winners                        | 최고의 액션 어드벤처                               | 배트맨: 아캄 나이트                       | 수상 | [ 288 ]         |
| 2016 | Play Legit's Best of 2015 Winners                        | 최고의 그래픽                                      | 배트맨: 아캄 나이트                       | 수상 | [ 288 ]         |
| 2016 | Play Legit's Best of 2015 Winners                        | 최고의 배우                                        | 배트맨/브루스 웨인 역의 케빈 콘로이       | 수상 | [ 288 ]         |
| 2016 | Play Legit's Best of 2015 Winners                        | 최고의 배우                                        | 조커 역의 마크 해밀                       | 후보 | [ 288 ]         |
| 2016 | 피플스 초이스상                                          | 가장 좋아하는 비디오 게임                          | 배트맨: 아캄 나이트                       | 후보 | [ 332 ]         |

## 시리즈 속편
2020년 8월, 록스테디 스튜디오는 2024년에 플레이스테이션 5, 윈도우, 엑스박스 시리즈 X/S로 출시될 수어사이드 스쿼드: 킬 더 저스티스 리그를 개발 중이라고 발표했다. 이 게임은 아캄 나이트 사건 이후 5년 뒤를 배경으로 하며, 배트맨을 주인공으로 하지 않는 시리즈의 첫 번째 작품이다. 대신 제목의 안티히어로 팀이 브레이니악과 메트로폴리스에서 저스티스 리그의 정신 지배를 받는 멤버들(배트맨 포함)과 싸우는 내용을 다룬다. DC 스튜디오의 공동 수장인 제임스 건은 저스티스 리그 킬은 시리즈의 마지막 작품으로 계획되지 않았으며, 더 많은, 또는 적어도 또 다른 게임이 제작 중임을 강력히 암시한다고 팬에게 답했다.

## 추가 문헌
- Vore, Bryan (April 2014). “The End of Arkham”. 《Game Informer》. 252호 (GameStop). 47–57쪽.
- Hurley, Leon (April 2014). “Fright Knight”. 《PlayStation Official Magazine》. 95호. 48–59쪽.